# Фергюсон, Эван
Э́ван Джо Фе́ргюсон (англ. Evan Joe Ferguson; род. 19 октября 2004, Дублин) — ирландский футболист, нападающий английского клуба «Брайтон энд Хоув Альбион» и сборной Ирландии, выступающий на правах аренды за итальянскую «Рому».

## Клубная карьера
Воспитанник дублинских клубов «Сент-Кевинс Бойс» и «Богемиан». Впервые вышел на поле в футболке основной команды 10 июля 2019 года в товарищеской встрече с лондонским «Челси», в которой отметился голевой передачей, принёсшей его клубу ничью.
20 сентября 2019 года дебютировал в Высшей лиге Ирландии в гостевой игре с «Дерри Сити». Выйдя на замену в конце матча вместо Люка Уэйд-Слейтера, Фергюсон стал самым молодым игроком в истории чемпионата Ирландии. На момент дебюта Фергюсону было 14 лет и 11 месяцев.
В октябре 2019 года дебютировал в Юношеской лиге УЕФА. В домашнем матче с греческим «ПАОК» Эван вышел на поле на 66-й минуте.

## Карьера в сборных
Выступал за сборную Ирландии до 15 лет. Дебютировал за команду 20 ноября 2018 года в товарищеской игре со сверстниками из Польши. Фергюсон вышел на поле в стартовом составе и провёл на поле 75 минут.
В ноябре 2019 года был вызван в состав сборной Ирландии на матчи квалификации чемпионата Европы 2020 года среди юношей до 17 лет. В первом матче со сборной Андорры Фергюсон вышел в стартовом составе и оформил дубль. Также он принял участие в играх с Черногорией и Израилем. В последней встрече Эван также отметился голом. По итогам трех матчей сборная Ирландии заняла в своей группе первое место и вышла в элитный отборочный раунд.

## Личная жизнь
Отец Эвана Барри Фергюсон — бывший футболист, выступал за ряд английских и ирландских клубов, участник молодёжного чемпионата мира 1999 года.

## Статистика выступлений

### Клубная статистика
| Выступление              | Выступление      | Выступление      | Лига | Лига | Кубок | Кубок | Кубок лиги | Кубок лиги | Еврокубки | Еврокубки | Итого | Итого |
| Клуб                     | Лига             | Сезон            | Игры | Голы | Игры  | Голы  | Игры       | Голы       | Игры      | Голы      | Игры  | Голы  |
| ------------------------ | ---------------- | ---------------- | ---- | ---- | ----- | ----- | ---------- | ---------- | --------- | --------- | ----- | ----- |
| Богемиан                 | Премьер-дивизион | 2019             | 1    | 0    | 0     | 0     | 0          | 0          | 0         | 0         | 1     | 0     |
| Богемиан                 | Премьер-дивизион | 2020             | 2    | 0    | 1     | 0     | 0          | 0          | 0         | 0         | 3     | 0     |
| Богемиан                 | Итого            | Итого            | 3    | 0    | 1     | 0     | 0          | 0          | 0         | 0         | 4     | 0     |
| Брайтон энд Хоув Альбион | Премьер-лига     | 2021/22          | 1    | 0    | 2     | 0     | 1          | 0          | 0         | 0         | 4     | 0     |
| Брайтон энд Хоув Альбион | Премьер-лига     | 2022/23          | 19   | 6    | 4     | 3     | 2          | 1          | 0         | 0         | 25    | 10    |
| Брайтон энд Хоув Альбион | Премьер-лига     | 2023/24          | 27   | 6    | 2     | 0     | 0          | 0          | 7         | 0         | 36    | 6     |
| Брайтон энд Хоув Альбион | Премьер-лига     | 2024/25          | 13   | 1    | 0     | 0     | 2          | 0          | 0         | 0         | 15    | 1     |
| Брайтон энд Хоув Альбион | Итого            | Итого            | 60   | 13   | 8     | 3     | 5          | 1          | 7         | 0         | 80    | 17    |
| → Вест Хэм Юнайтед       | Премьер-лига     | 2024/25          | 8    | 0    | 0     | 0     | 0          | 0          | 0         | 0         | 8     | 0     |
| → Вест Хэм Юнайтед       | Итого            | Итого            | 8    | 0    | 0     | 0     | 0          | 0          | 0         | 0         | 8     | 0     |
| Всего за карьеру         | Всего за карьеру | Всего за карьеру | 71   | 13   | 9     | 3     | 5          | 1          | 7         | 0         | 92    | 17    |